# Robbie Robertson
Jaime Royal "Robbie" Robertson OC (Toronto,  5 de julho de 1943 - Los Angeles, 9 de agosto de 2023) foi um compositor, cantor e guitarrista canadense, mais conhecido por ser um dos integrantes fundadores do The Band, onde compôs clássicos como "The Weight", "The Night They Drove Old Dixie Down" e "Up on Cripple Creek", entre muitos outros. Foi considerado o 59.º melhor guitarrista de todos os tempos pela revista norte-americana Rolling Stone.
Em 1994, foi introduzido ao Rock and Roll Hall of Fame como um dos membros do The Band.

## Morte
Robertson morreu em 9 de agosto de 2023, aos oitenta anos, em Los Angeles.

## Discografia

### Álbuns com o The Band
- 1968 Music from Big Pink
- 1969 The Band
- 1970 Stage Fright
- 1971 Cahoots
- 1972 Rock of Ages
- 1973 Moondog Matinee
- 1975 Northern Lights - Southern Cross
- 1977 Islands
- 1978 The Last Waltz
- 1995 Live at Watkins Glen

### Álbuns com Bob Dylan e The Band
- 1974 Before the Flood
- 1974 Planet Waves
- 1975 The Basement Tapes

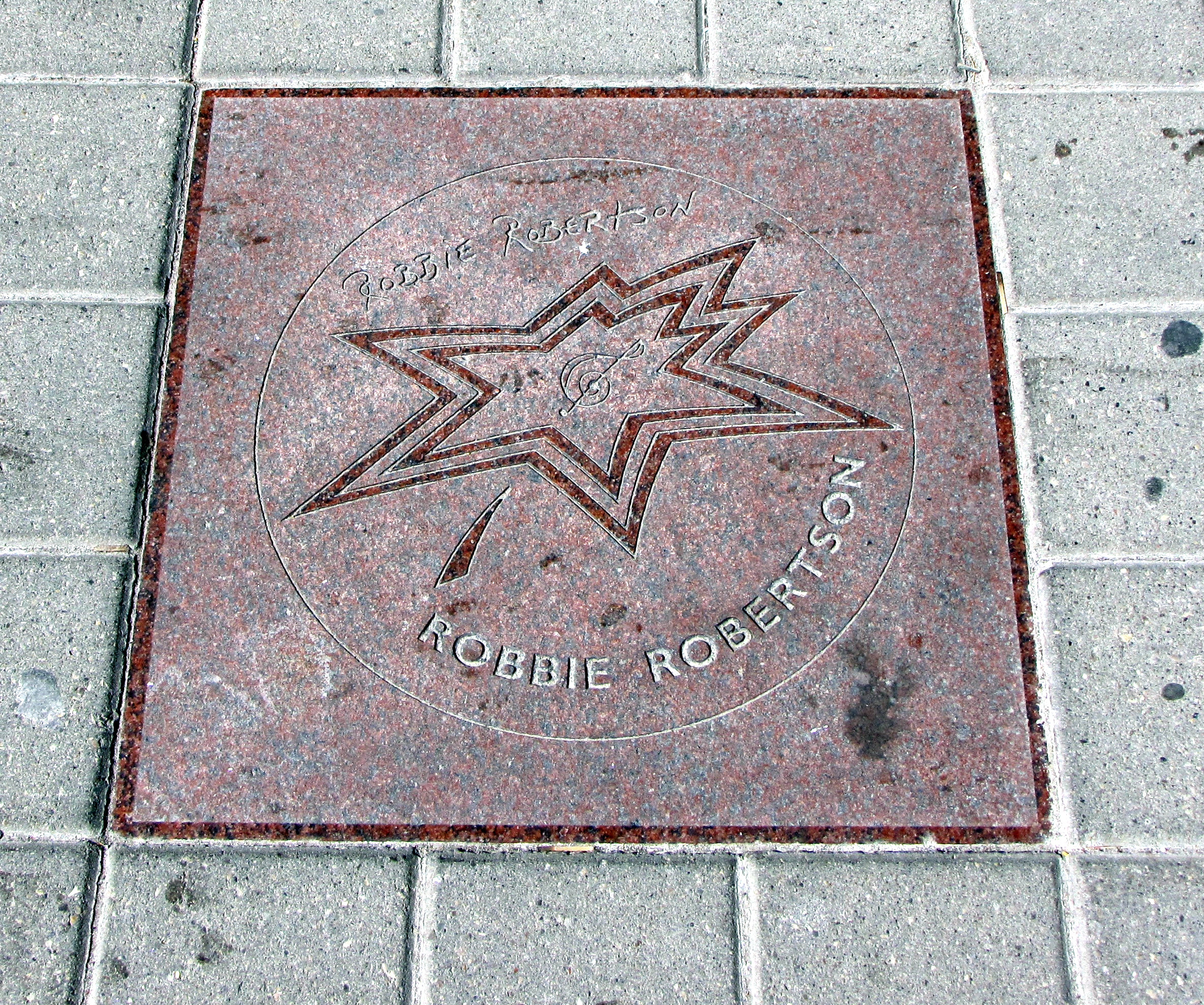
Estrela de Robbie Robertson na Calçada da Fama do Canadá.

- 1998 The Bootleg Series Vol. 4: Bob Dylan Live 1966, The "Royal Albert Hall" Concert

### Álbuns solo
- 1987  Robbie Robertson (com U2 e Peter Gabriel)
- 1991  Storyville
- 1994  Music for The Native Americans
- 1998  Contact from the Underworld of Redboy
- 2018  Soundtrack for The Irishman